# Linoryt

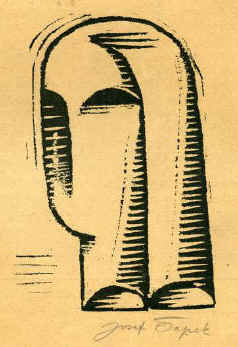
Josef Čapek Hlava ženy, linoryt, 1918

Linoryt – technika graficzna należąca do technik druku wypukłego, w której matryca wykonana jest z linoleum; także odbitka wykonana tą techniką.
Linoryt podobny jest do drzeworytu wzdłużnego (langowego) z tą różnicą, że rysunek zamiast w drewnie żłobi się w linoleum. Jest ono łatwe do obróbki i odporne na uszkodzenia, a rycie możliwe we wszystkich kierunkach. Do opracowania matrycy używa się dłut, nożyków, igieł (tzw. linoryt punktowy) i innych narzędzi umożliwiających cięcie materiału. Odbitki wykonuje się na prasie ręcznej lub za pomocą kostki introligatorskiej.
Po raz pierwszy technika linorytu została użyta w 1890 roku w Niemczech do produkcji tapet. Na początku XX wieku została spopularyzowana w grafikach artystycznych, głównie dzięki wysiłkom austriackiego artysty Franza Cižka, a później chętnie stosowana m.in. przez Henriego Matisse’a pod koniec lat 30. XX wieku oraz przez Pabla Picassa, którego większość linorytów pochodzi z końca lat 50. XX wieku. Wśród polskich artystów specjalizujących się w technice linorytu są m.in. Józef Gielniak, Stanisław Fijałkowski, Zygmunt Czyż, Piotr Gojowy, Małgorzata Stanielewicz.